# Ton nom
Ton nom is een nummer van Fud Leclerc. Het was tevens het nummer waarmee hij België vertegenwoordigde op het Eurovisiesongfestival 1962 in de Luxemburgse hoofdstad Luxemburg. Daar werd hij uiteindelijk gedeeld laatste, zonder punten. Het was de vierde en laatste keer dat Leclerc België vertegenwoordigde op het Eurovisiesongfestival. Hiermee is hij recordhouder voor zijn land.

## Resultaat
| Plaats | Land        | Artiest          | Lied                   | Punten |
| ------ | ----------- | ---------------- | ---------------------- | ------ |
| 10     | Denemarken  | Ellen Winther    | Vuggevise              | 2      |
| 10     | Noorwegen   | Inger Jacobsen   | Kom sol, kom regn      | 2      |
| 10     | Zwitserland | Jean Philippe    | Le retour              | 2      |
| 13     | België      | Fud Leclerc      | Ton nom                | 0      |
| 13     | Nederland   | De Spelbrekers   | Katinka                | 0      |
| 13     | Oostenrijk  | Eleonore Schwarz | Nur in der Wiener Luft | 0      |
| 13     | Spanje      | Victor Balaguer  | Llamame                | 0      |